# Открито море
Открито море е понятие за всички плавателни зони извън акваторията и съответно извън юрисдикцията на държава. По дефиницията на ООН това са площи извън външните и вътрешните териториални води.На 29 април 1958 година Конференция на ООН по международно морско право в Женева изработва Конвенцията за международните води. 
Конвенцията влиза в сила на 30 септември 1962. Конвенцията въвежда четири гаранции върху свободата на открито море: (1) Свобода на корабоплаването (2) Свобода на риболова , (3) свобода за полагане на кабели и тръбопроводи и (4) Cвобода за прелитане над открито море.
Зоните включени в съвкупността открито море са обособени и от други международни договори. Към 2013, конвенцията от 1958 е ратифицирана от 63 държави.
Все още обаче съществуват териториални диспути за морски акватории, които не са напълно изяснени като например между Китай и Виетнам за залива Тонкин,
спорове между Перу и Чили
, и други.
Освен в международното морско право, терминът открито море се използва в литературата, в специализирания и разговорен език, и е обект на честа метафорична употреба. В най-широк смисъл, открито море е акватория извън видимост с невъоръжено око на очертанията на крайбрежието.

## Основни международни положения
Според Конвенцията от 1958, откритото море не може да бъде включвано в териториалните претенции на никоя страна. Откритото море касае само водната повърхност, но изключва прилежащия район и шелф. Конвенцията за ползване на открито море се състои от 37 члена. Членовете на конвенцията са както следва:
| Членове   | Третират                                        |
| --------- | ----------------------------------------------- |
| (1)       | Дефиниция на „открито море“                     |
| (2)       | Основни принципи                                |
| (3)       | Излаз на море на континентални държави          |
| (4 – 7)   | Плаване под държавен флаг                       |
| (8)       | Военни кораби                                   |
| (9)       | Невоенни кораби за държавна употреба            |
| (10 – 12) | Безопасност и спасителни операции               |
| (13)      | Незаконност на транспортирането на роби         |
| (14 – 21) | Взаимопомощ за борба с пиратство                |
| (22)      | Абордиране на търговски съдове от военни кораби |
| (23)      | Преследване на съдове нарушители                |
| (24 – 25) | Замърсяване на водите                           |
| (26 – 29) | Полагане на подводни кабели и тръбопроводи      |
| (30 – 37) | Законова рамка, ратификации и влизане в сила    |

Няма създаден международен орган, който да извършва контрол в открито море.

## В литературата
Когато четем в литературата словосъчетанието „открито море“ ние влагаме смисъл вероятно доста различен от международната законова формулировка. Преди настоящите правни рамки за това що е открито море в международен смисъл, мореплавателите са възприемали за „открито море“ морския простор далеч от крайбрежието и от подводните опасности свързани със скали и плитчини от континенталния шелф. В този смисъл, морето е открито за корабоплаване поради липса на естествени препятствия и връзка с крайбрежието.
Понятието „открито море“ се среща често в изкуството и в художествената литература. Особено по времето на романтизма, когато една от темите е изолацията и бягството от реалността, много автори поставят героите си в една нова реалност – сред океана или на пустинен остров. Живописците рисуват кораби и други събития в открито море, в борба със стихиите, като на платната им не присъства „спасителната“ брегова линия. Даниел Дефо измежду много други автори маринисти поставя героите си в открито море и на пътеката на приключенията. Той също използва термина „открито море“ в произведението си „Робинзон Крузо“ в прекия смисъл, макар на английски открито море да има една вътрешна игра на думи и да означава също високи вълни – high seas (буквално високо море). Дефо описва във 2-ра глава на „Робинсон Крузо“ ураганa, откъснал от котвите и отнесъл в „открито море“ (далеч от брега) някои от пристаналите кораби.
| „           | ...Още два кораба се откъснаха от котвите си; бурята ги отнесе в открито море. Какво ги очакваше там? Всичките им мачти бяха съборени от урагана... | “ |
| Даниел Дефо | |   |

### Метафорична употреба
Липсата на прегради и препятствия също се асоциират с открито море и се срещат както в художествената литература, така и в ученически разработки на теми, есета и други белетристични изяви. Метафоричната гъвкавост на фразата „открито море“ се състои в това, че откритото море е не само асоциирано със свобода, но и с опасности, бури, необятност и тревога. Но въпреки това най-често преносното значение се отнася към неограничеността и свободата. Ако човек се ограничи само до текста на поместения по-долу цитат от ученическо есе, интерпретацията би била доста отворена. Използваното сравнение – човека и кораба – заключва в себе си метафората на откритото море (човешкия живот). Корабът в открито море е свободен – да прави избори, да отиде далече, да успее или да потъне...
| „              | ... Свободният човек е като кораб в открито море... | “ |
| ученическо есе |                                                     |   |

## Научна и специална употреба
Преди модерните стриктни дефиниции, понятието „открито море“ е било с по-широк спектър на интерпретация. Според употребата на термина в 18 век и по-рано, открито море в навигационния смисъл се е наричала тази част от акваторията където е било невъзможно топографското привързване със стандартни сухоземни топографски уреди. Да бъде измерена географската дължина по ориентири от релефа е достатъчно трудно, а още по-трудно в открито море; така например Томас Йънг ... през 1818 г. става секретар на „Борда на географската дължина“ – специална комисия, която провежда конкурса за създаването на точен метод и уред за измерване на географската дължина в открито море...
Метеорологични доклади и справки свободно боравят с термина „открито море“ без съответна тясна дефиниция; те имат предвид водните пространства сравнително отдалечени от крайбрежието.
„...Един ураган може да просъществува повече от две седмици над открито море...“ 
„...За да разберем напълно това понятие трябва да отидем в открито море...“ 